# Ірун
Ірун (баск. Irun (офіційна назва), ісп. Irún) — муніципалітет в Іспанії, у складі автономної спільноти Країна Басків, у провінції Гіпускоа. Населення — 61 608 осіб (2016).
Муніципалітет розташований на відстані близько 360 км на північний схід від Мадрида, 16 км на схід від Сан-Себастьяна.
На території муніципалітету розташовані такі населені пункти: (дані про населення за 2009 рік)
- Бідасоа: 112 осіб
- Ірун: 61608 осіб (2016)

## Демографія
Динаміка населення (INE ):

## Уродженці
- Альберто Горріс (*1958) — відомий у минулому іспанський футболіст, захисник.

## Галерея зображень

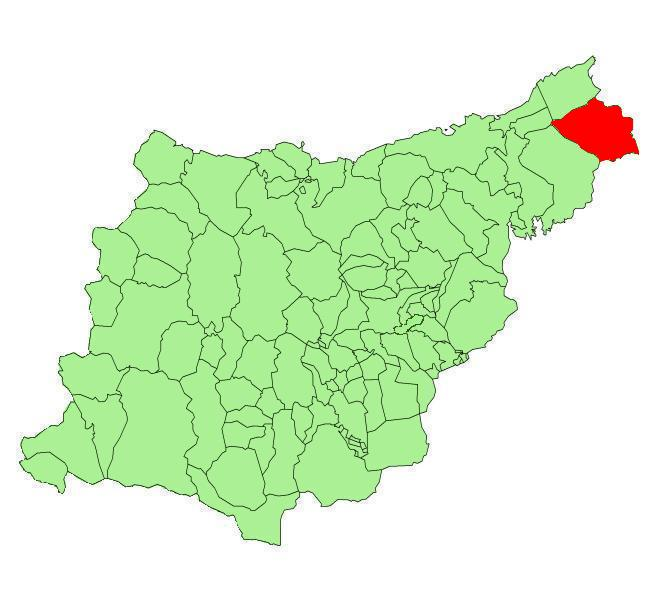
Розташування муніципалітету
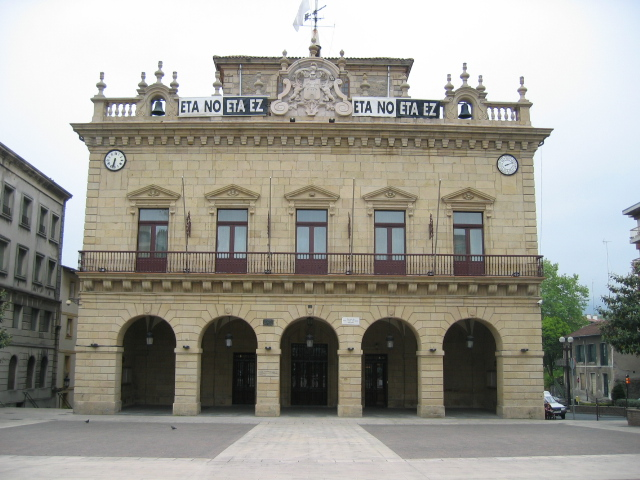
Муніципальна рада
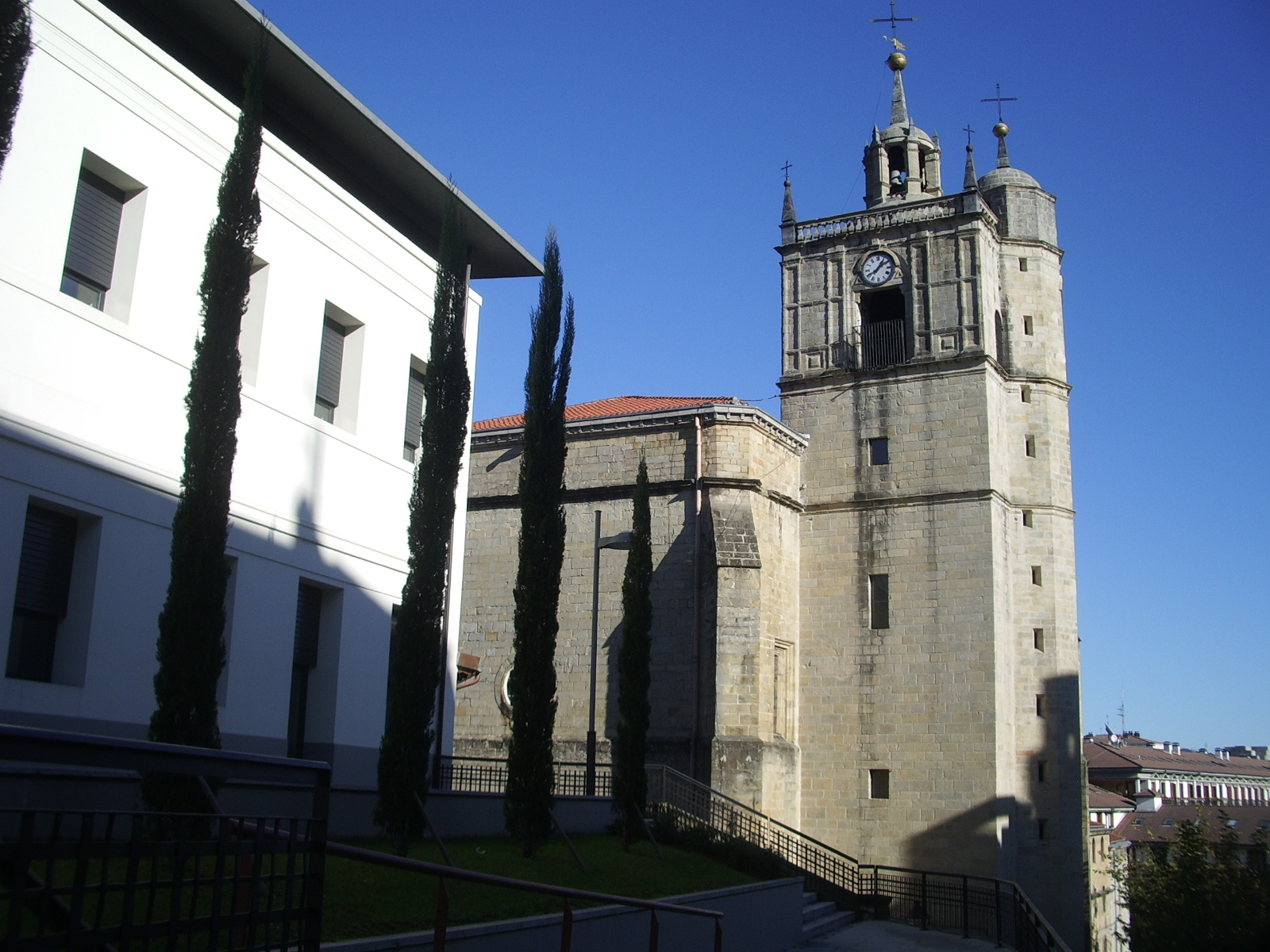
Церква Нуестра-Сеньйора-дель-Хункаль-де-Ірун